# سوان کپکو ویکستورم
سوان کپکو ویکستورم (کره‌ای: 수원 한국전력 빅스톰) یک تیم والیبال حرفه‌ای کره‌ای که در سال ۱۹۴۵ تأسیس و در سال ۲۰۰۸ دوباره آغاز به کار کرده‌است. این تیم در حال حاضر در وی لیگ حضور دارد.  بردیا سعادت بازیکن ایرانی سابقه بازی در این تیم را در سابقه کارنامه خود دارد.